# Фобії
Фо́бія (від дав.-гр. φόβος — «страх, хворобливий страх») — ірраціональний, інтенсивний і постійний страх, що викликається певними ситуаціями, діями, речами, тваринами або людьми. Основним симптомом цього розладу є надмірне й необґрунтоване бажання уникнути подразника, що відлякує. Коли фобія виходить з-під контролю, і якщо вона заважає повсякденному життю, то діагностується як особистісний або психічний розлад.
У деяких випадках фобії, навпаки, зумовлюють ірраціональну емоційну реакцію, що супроводжується агресією, та стимулюють спроби раціонального обґрунтування, а також агресивні дії проти об'єктів фобії, як то ксенофобія тощо. Деякі дослідники вважають, що у таких випадках використання терміна «фобія» не є коректним.
Іноді фобії виникають при деяких психічних розладах, неврозах, іноді при перевтомі, після психічного стресу.

## Види фобій
Найпоширенішими проявами фобій є наступні: 1) страх подорожувати на певну відстань від дому 2) натовпу, 3) великих відкритих просторів, 4) відчуття втрапляння в пастку чи зачинення в обмеженому просторі, 5) страх залишитися самому. Фобія має кілька стадій розвитку, останньою з яких є просторова невпевненість — страх відкритого простору та катастроф, а іноді навіть апокаліптичних візій. П. Шильдер зазначає, що простір завжди відіграє важливу роль при неврозах, і часто пацієнт відчуває себе обмеженим і залежним від місця проживання.
Вчені поділяють фобій на три основні види:
1. Соціальні фобії — острах соціальних ситуацій.
2. Агорафобія — страх відкритого простору й натовпу, страх виявитися в пастці в неминучому місці або ситуації; страх опинитися в ситуації, з якої негайна втеча не уявляється можливою, або в якій допомога не буде доступною.
3. Специфічні фобії — страх перед конкретним об'єктом (наприклад, страх змій).

Специфічні в свою чергу поділяються на:
1. Страх природного середовища — острах блискавок, води, шторму й т.д.
2. Побоювання тварин — страх перед зміями, гризунами, павуками й т.д.
3. Медичне побоювання — пов'язані з острахом крові, одержання ін'єкції, відвідування лікаря, наявністю хвороб, тощо.
4. Ситуативні — острах мостів, залишення будинку, бути похованим заживо, зустрічі з вагітною, водіння й т.д.

## Формування фобій
На підставі аналізу літературних даних можна скласти таку таблицю диференційної діагностики неврозу страху і фобій.
| Ознака             | Невроз страху                                                      | Фобії |
| ------------------ | ------------------------------------------------------------------ | --- |
| Умови виникнення   | Некондиційний (Свядощ, 1997)                                       | Виникає при наявності психотравмуючої ситуації, чекаючи її або уявленні про неї (Асатіані, 1967)                                                               |
| Наявність фабули   | Страх беззмістовний, «вільний витаючий страх» (Свядощ, 1997)       | Має чітку фабулу (Карвасарський, 1990, Свядощ, 1997) |
| Стійкість фабули   | Фабула нестійка, мінлива з плином часу (Фрейд, 1997, Свядощ, 1997) | Як правило, фабула не змінюється з плином часу, але може відбуватися її генералізація або приєднання вторинних фобій (Снєжнєвський, 1968, Карвасарський, 1990) |
| Наявність ритуалів | Ритуали, як правило, відсутні (Свядощ, 1997)                       | Ритуали характерні (Карвасарский, 1990) |
| Тривалість         | 1-6 місяців (Свядощ, 1997)                                         | Характерний тривалий перебіг (місяці, роки) |

## Лікування фобій
Є безліч підходів для лікування фобій. Ефективність лікування залежить від людини й типу фобії.
Найпоширенішим є процес лікування, коли пацієнт піддається впливу об'єкта страху для того, щоб допомогти йому перебороти свої страхи. Одним з видів такого лікування, є вплив ситуації, у якій пацієнт зіштовхується з об'єктом страху на тривалий термін, без можливості уникнути його. Ціль цього методу полягає в тому, щоб допомогти людині зустрітися віч-на-віч зі своїм страхом і зрозуміти, що об'єкт побоювання не шкодить йому.

## Список фобій
Фобії бувають багатьох типів і підтипів, але тут перераховані такі як
Природно набуті — фобії, притаманні ще з часів неоліту або раніше, природний страх смерті, змій, павуків, зброї та навіть дерев (Давні люди жили найчастіше у лісах,де досить темно і густо у нічну пору, тому це могло викликати побідність до страху)
Не Природньо набуті — фобії, притаманні більшості населення яке живе у місцевості,тісно пов'язане з соціумом (міста, мегаполіси, ін. населені пункти) Вони фактично недавні і з'явилися упродовж XX - XXI коли більшість населення землі пересилилось у великі населені пункти.
- Аблютофобія — страх перед купанням, пранням або чищенням
- Агорафобія — страх нападу паніки у публічному, або будь-якому просторі на, вважається що подібне до Клаустрофобії
- Айлурофобія — страх кішок
- Аквафобія — страх води
- Акрофобія — страх висоти
- Андрофобія — нав'язливий страх у жінки перед чоловіком — боязнь статевого акту з чоловіком
- Антофобія — страх перед квітами
- Апейрофобія — страх нескінченності
- Арахнофобія — страх павуків
- Акустикофобія — страх гучних звуків
- Аутофобія — страх самотності
- Батофобія — страх глибини, пучини
- Валефобія — страх прощатись
- Вегафобія — страх чи упереджене ставлення до веганів і веганок
- Вермифобія — страх заразних комах
- Вомітофобія — страх блювання
- Гадефобія — страх пекла
- Гексакосіойгексаконтагексафобія — страх числа 666
- Геленологофобія — страх складної наукової термінології
- Гімнофобія — страх оголеності або вигляду оголених частин тіла
- Гіппопотомонстросескіпедалофобія — страх перед довгими словами
- Гнозіофобія — страх знань
- Демонофобія — страх демонів
- Децидофобія — страх ухвалювати рішення
- Дорофобія — страх отримувати або робити подарунки
- Дромофобія — страх переходити вулицю
- Єресифобія — страх ідей, що відрізняються від загальноприйнятих
- Ідеофобія — страх ідей
- Ієрофобія — страх зустрічі з предметами релігійного культу (хрестом, Ісусом, Буддою)
- Канцерофобія — страх розвитку злоякісної пухлини
- Кафізофобія — страх сидіти
- Ксенофобія - швидше не страх а несприйняття особою чи національною спільнотою чужої культури, раси,...
- Кінофобія — страх собак
- Клаустрофобія — страх замкнутого простору
- Клінофобія — страх лягати спати в ліжко
- Кхерофобія — страх розваг
- Лаканофобія — страх овочів
- Лінонофобія — страх мотузок
- Ліссафобія — страх заразитися на сказ
- Логофобія — страх слів
- Мелофобія — страх музики
- Метрофобія — страх поезії
- Міфофобія — страх міфів та казок
- Нефофобія — страх хмар
- Номатофобія — страх імен
- Номофобія — страх через відсутність пристрою мобільного зв'язку
- Офідіофобія — страх змій
- Параскевідекатріафобія — страх перед п'ятницею 13-го
- Патройофобія — страх спадковості
- Пеладофобія — страх лисих людей
- Прософобія — страх прогресу
- Психофобія — страх психічної хвороби та психічно хворих
- Руброфобія (також ерітрофобія) — страх червоного кольору
- Сатанофобія — страх сатани
- Сидеродромофобія — страх залізничних колій
- Симболофобія — страх символів
- Симметріфобія — страх симетрії
- Скопофобія — страх бути побаченим
- Соціофобія — страх суспільства
- Спектрофобія — страх дзеркал
- Теологікофобія — страх теології
- Теофобія — страх релігії
- Технофобія — страх техніки
- Уранофобія — страх дивитися на небо
- Фагофобія — страх перед ковтанням їжі.(можливо пов'язаний зі страхом удушення або страхом поперхнутись)
- Фасмофобія — страх привидів
- Філософобія — страх філософії
- Фобофобія — страх фобій
- Хемофобія — страх, коли людина боїться різних хімічних засобів промисловості (засіб для миття посуду, порошок та ін).
- Хрематофобія — страх дотику до грошей
- Херофобія — страх веселощів

## Морфема «фоб»
Морфема -фоб- в словах може позначати:
- фобію (в психіатрії) як патологічний страх перед тим чи іншим подразником (наприклад, клаустрофобія — боязнь зачиненого простору) та похідні слова;
- фобію (в переносному сенсі) як неприязнь, ненависть до кого-небудь, чого-небудь (наприклад, ксенофобія — неприязнь до всього чужого), і похідні слова (ксенофоб), а також ідеологічні кліше і неологізми;
- відразну реакцію (наприклад, гідрофобність) і похідні слова (гідрофобний).